# مارغريت جادسون
مارغريت جادسون (بالإنجليزية: Margaret Judson)‏ هي ممثلة أمريكية، ولدت في 1987 في أرلينغتون هايتس في الولايات المتحدة.

## وصلات خارجية
- مارغريت جادسون على موقع IMDb (الإنجليزية)